# Caenotoides californicus
Caenotoides californicus är en tvåvingeart som beskrevs av Hall 1972. Caenotoides californicus ingår i släktet Caenotoides och familjen fönsterflugor.
Artens utbredningsområde är Kalifornien. Inga underarter finns listade i Catalogue of Life.